# Manhemsskolan

Manhemsskolan är en 7–9–skola som ligger i centrala Kalix. Manhemsskolans upptagningsområde är elever från kommunens samtliga F-6 skolor.
Skolan är belägen strax intill Kalix sjukhus och kommunens sporthall SportCity. Cirka 500 elever studerar på skolan.

## Om skolan
Skolbyggnaden byggdes år 1954, och är ritad av arkitekten Peter Bjugge. Byggnaderna i sin helhet invigdes den 8 februari 1958 Skolans första rektor var Ernst Lundbäck.
Skolbyggnaden togs i bruk hösten 1955. Då hade Kalix som en av de första kommunerna i landet fått enhetsskola, dvs. nioårig grundskola. Skolbyggnaden rymde då även Kalix samrealskola och försöksgymnasium, vars första kull elever tog studenten 1958.

### Skolans arena
Juli 2013 startade arbetet med att bygga kommunens nya idrottsanläggning vid skolan. Arenan består av en 7-mannaplan med konstgräs, två löparbanor på 800m samt fyra 80-meters banor. Möjlighet för att stöta kula och hoppa höjd- och längdhopp finns också. Arenan kan även bokas av andra. Friidrottstävlingen Trekampen som anordnas för skolorna i Kalix anordnas vid Manhemsskolan. Arrangör är Kalix Skol IF.

## Historik

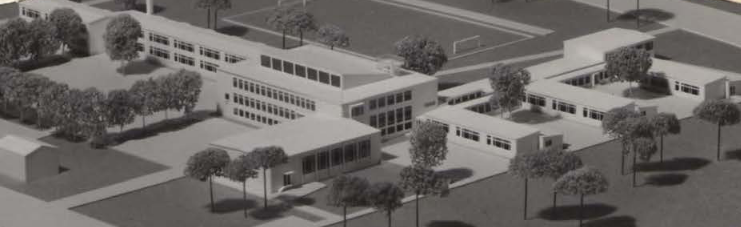
Modell av skolan från 1954.

Skolan kommunaliserades 1966 och fick i anslutning till detta namnet Manhemsskolan, varav gymnasieskolan 1970 överfördes till nybyggda Furuhedsskolan. Studentexamen gavs från 1958 till 1968. Innan 1966 hette skolan Centralskolan och försöksgymnasiet.
Tidigare i Kalix har det funnits fler högstadium än Manhemsskolan, bland annat i Töre och Innanbäcken. År 2008 flyttade högstadieeleverna från dessa skolor till Manhemsskolan.

## Manhemsskolan i film
Filmen Frostbiten och tv-serien Björnstad har spelat in skolscener i Manhemsskolan. 